# Штрпце
Штрпце (серб. Штрпце/Štrpce, алб. Shtërpcë) — город на юге историко-географического региона Косово, в историческом регионе (жупа) — Сириниче. Город Штрпце — административный центр общины Штрпце, которая официально входит в Урошевацкий округ Косово (серб. Урошевачки округ по Република Косово).
В городе находится церковь Святого Николая — памятник культурного наследия под защитой Республики Косово, построенная в 1576/1577 годах.

## Административная принадлежность
| Сербская позиция                                           | Албанская позиция                            |
| ---------------------------------------------------------- | -------------------------------------------- |
| входит в Косовский округ автономного края Косово и Метохия | входит в Урошевацкий округ Республики Косово |

## География
Через село Штрпце протекает река Лепенац. На территории муниципалитета Штрпце находится единственный в Косове горнолыжный центр Брезовица. Часть территории муниципального образования находится на территории национального парка горы Шар, одного из пяти национальных парков Сербии.

## Население
По данным переписи 2015 года, в городе проживает 13 630 человек, 9100 из них — сербы (примерно 70 %), а 4500 — албанцы.

## История
В состав сербского средневекового государства весь регион Сиринич вошел в начале тринадцатого века, во времена Стефана Первовенчанного. В Сириниче в средние века было два города — греческий город (на месте нынешнего поселка Врбештица) и Чайниче — турецкая крепость (ее остатки можно видеть около Брезовицы).
Первое упоминание Сиринич встречается в одном из Евангелий XIII века, написанном на пергаменте, который теперь хранится в Национальной библиотеке в Париже. Другие упоминания Сиринича датируются 1331 годом — это устав короля Стефана Душана, изданный в монастыре Хиландар, из которого следует, что приходы Сиринича принадлежали монастырю Хиландар.
История Сиринича до турецкого завоевания была тесно связана с Афонским монастырем. Название «Сиринич» (сыр) (а также Молочные горы) ясно показывают, что местное население в значительной степени занималось молочным животноводством. Османские описания с шестнадцатого века показывают, что Штрпце в то время было не албанское, а сербское село. По данным турецкой переписи 1455 года в селе было 65 сербских семей.
Церковь Святого Николая была построена в 1576—1577 гг. К востоку от города находится церковь Святого Иоанна Крестителя, которая была построена в 1911 году на фундаменте старой церкви. В Штрпце сохранилась старое сербское кладбище.
В 1999—2022 в городе размещались украинские миротворцы.